# Фортуль
Фортуль (исп. Fortul) — город и муниципалитет на северо-востоке Колумбии, на территории департамента Араука.

## История
Поселение, из которого позднее вырос город, было основано в 1920 году. Муниципалитет Фортуль был выделен в отдельную административную единицу в 1989 году.

## Географическое положение

Муниципалитет Фортуль

Город расположен в северо-западной части департамента, к югу от реки Араука, к востоку от горного массива Сьерра-Невада-де-Кокуй, на расстоянии приблизительно 113 километров к западу-юго-западу (WSW) от города Араука, административного центра департамента. Абсолютная высота — 262 метра над уровнем моря.

Муниципалитет Фортуль граничит на севере с территорией муниципалитета Саравена, на северо-востоке — с муниципалитетом Араукита, на юге — с муниципалитетом Таме, на западе — с территорией департамента Бояка. Площадь муниципалитета составляет 1042 км².

## Население
По данным Национального административного департамента статистики Колумбии, совокупная численность населения города и муниципалитета в 2015 году составляла 25 379 человек.
Динамика численности населения муниципалитета по годам:
| 2005   | 2006   | 2007   | 2008   | 2009   | 2010   | 2011   | 2012   | 2013   | 2014   | 2015   |
| ------ | ------ | ------ | ------ | ------ | ------ | ------ | ------ | ------ | ------ | ------ |
| 21 851 | 22 200 | 22 539 | 22 896 | 23 244 | 23 595 | 23 955 | 24 308 | 24 663 | 25 024 | 25 379 |

Согласно данным переписи 2005 года мужчины составляли 50,5 % от населения Фортуля, женщины — соответственно 49,5 %. В расовом отношении белые и метисы составляли 83,3 % от населения города; индейцы —15,3 %; негры, мулаты и райсальцы — 1,4 %.
Уровень грамотности среди населения старше 15 лет составлял 87,6 %.

## Экономика
Основу экономики Фортуля составляют животноводство и молочная промышленность.

70,4 % от общего числа городских и муниципальных предприятий составляют предприятия торговой сферы, 19,8 % — предприятия сферы обслуживания, 6,8 % — промышленные предприятия, 3 % — предприятия иных отраслей экономики.